# Intelligenzaktion

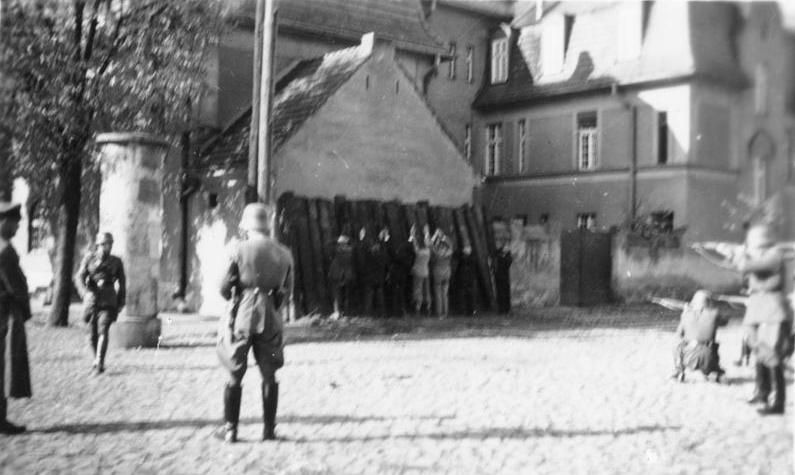
Egzekucja Polaków przez SS Einsatzgruppen 20.10.1939 w Kórniku

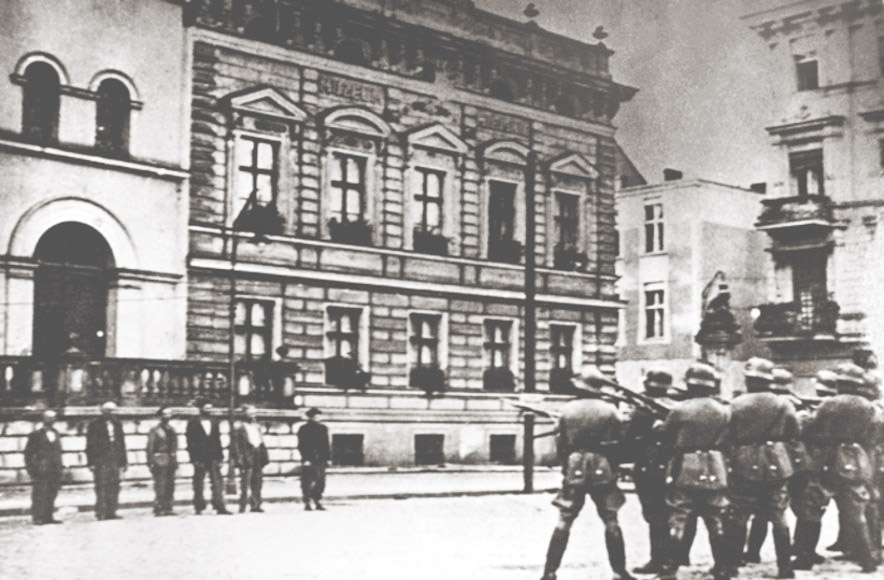
Publiczna egzekucja zakładników na Starym Rynku w Bydgoszczy (9 września)

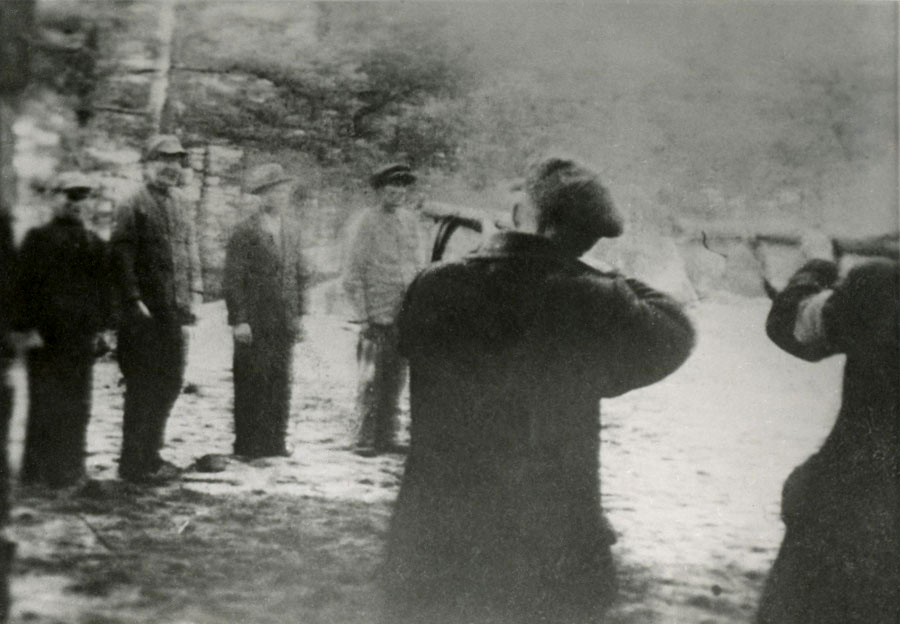
Egzekucja przeprowadzana przez Selbstschutz w Rudzkim Moście

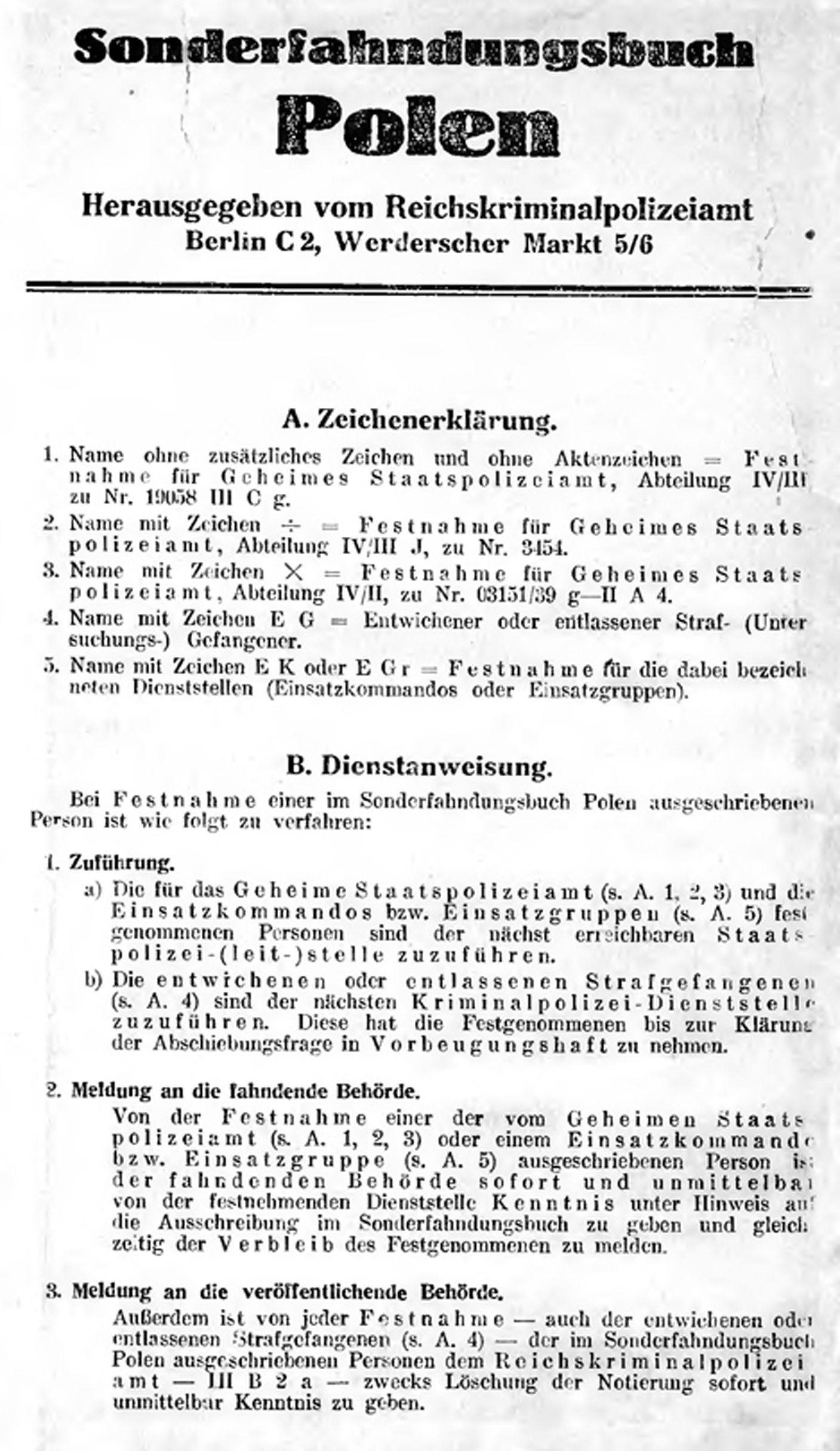
Sonderfahndungsbuch Polen – „Specjalna księga Polaków ściganych listem gończym” – lista nazwisk Polaków przeznaczonych do eliminacji przygotowana przez SS.

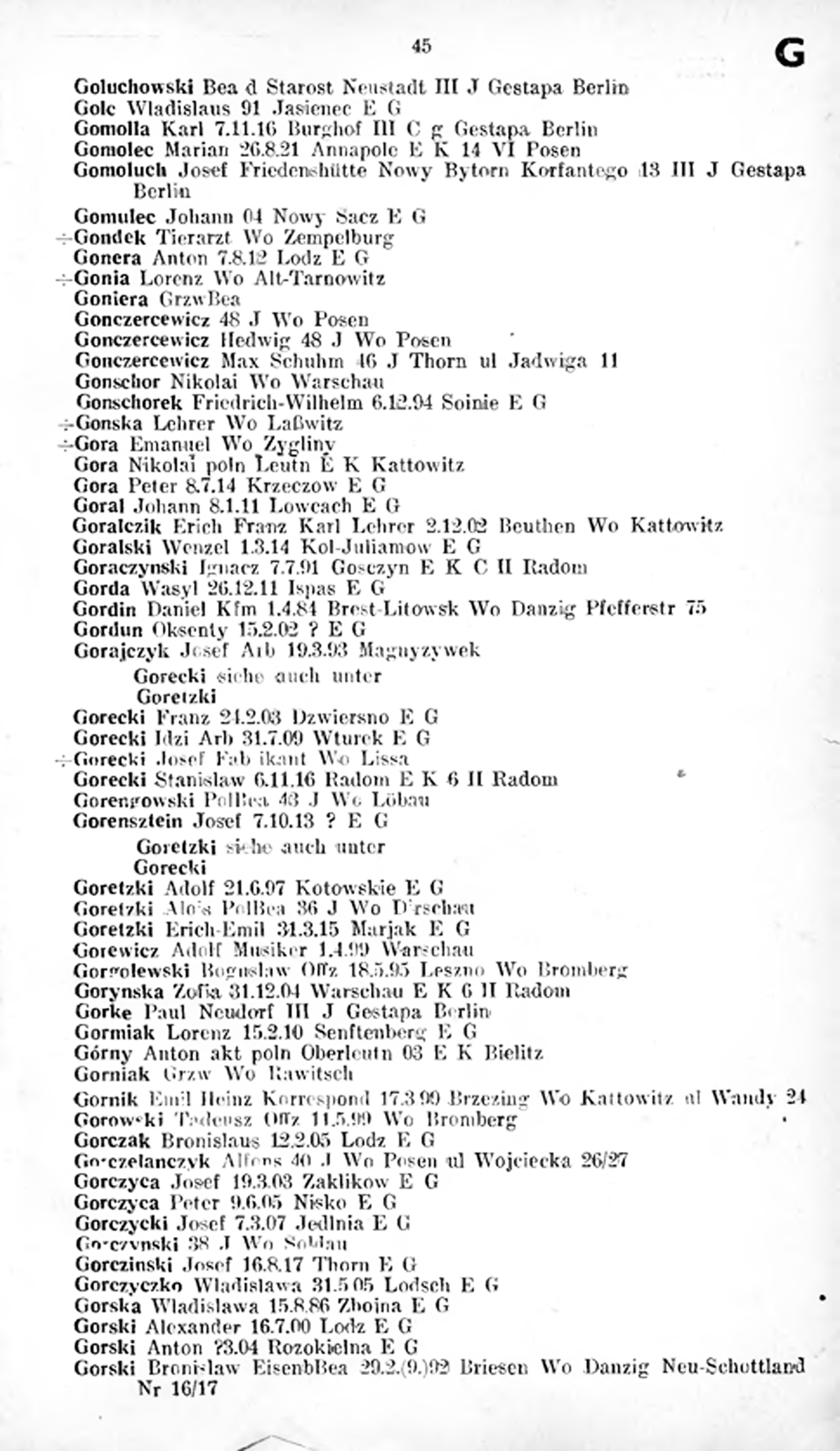
Sonderfahndungsbuch Polen – strona z wykazem nazwisk na literę „G”. Nazwiska osób ze skrótami EK (Einsatzkomando) oraz EG (Einsatzgruppen) oznaczały osoby przeznaczone do eliminacji.

Intelligenzaktion (akcja „Inteligencja”) – niemiecki akt ludobójstwa skierowany przeciwko polskiej elicie, głównie inteligencji na terenie ziem polskich włączonych do III Rzeszy, w trakcie której zaplanowano i metodycznie zrealizowano rozstrzelanie około 50 tys. nauczycieli, księży, przedstawicieli ziemiaństwa, wolnych zawodów, działaczy społecznych i politycznych oraz emerytowanych wojskowych. Kolejnych 50 tys. deportowano do obozów koncentracyjnych, gdzie przeżył tylko znikomy procent. Trzeba mieć na uwadze, że inteligencja rozumiana była nie tylko jako przynależność do określonej warstwy społecznej ze względu na wykształcenie i status społeczny, ale jako element przywódczy, który dzięki postawie i aktywności, stanowił zagrożenie dla umacniania władzy okupantów. Tym samym represji nie uniknęli także rolnicy, rzemieślnicy czy też przedstawiciele innych zawodów, co można zaobserwować chociażby na przykładzie rejencji ciechanowskiej.   
Egzekucje wykonywano od września 1939 do kwietnia 1940 r. na obszarach Polski, które zostały we wrześniu 1939 roku wcielone do III Rzeszy.
U podstaw podjęcia aresztowań i zsyłek do obozów koncentracyjnych w kwietniu 1940 r., leżało polecenie Głównego Urzędu Bezpieczeństwa Rzeszy (RSHA) z dnia 2 kwietnia 1940 r.
Odpowiednikiem tej akcji na terenie Generalnego Gubernatorstwa była „Akcja AB” (Außerordentliche Befriedungsaktion – Nadzwyczajna Akcja Pacyfikacyjna), przeprowadzona między majem a lipcem 1940.
W niektórych środowiskach lokalnych akcja ta określana jest innymi nazwami, wynikającymi z postrzegania przeważającej grupy wtenczas aresztowanych. Na przykład w okolicach Gąbina nazywana jest „akcją aresztowania peowiaków”.

## Geneza planu
Tylko naród, którego warstwy kierownicze zostaną zniszczone, da się zepchnąć do roli niewolników – Adolf Hitler, 1939
Intelligenzaktion, zwana także Flurbereinigung („Akcja Oczyszczenia Gruntu”) lub Direkteaktion (pol. „akcja bezpośrednia”), była jedynie małą częścią wielkiego planu germanizacyjnego przygotowanego m.in. dla terenów okupowanej Polski zwanego przez Niemców Generalplan Ost („Generalny Plan Wschodni”). Żeby w łatwiejszy sposób przejąć kontrolę nad podbitym terytorium oraz osłabić lub całkowicie ustrzec się w przyszłości przed ewentualną działalnością konspiracyjną opracowano plan zniszczenia i eksterminacji polskiej warstwy przywódczej, inteligencji, elity kulturalnej, politycznej, religijnej oraz warstwy posiadaczy i kapitalistów polskich. Dla Polski nie przewidywano w niemieckich planach żadnej formy ustanowienia protektoratu lub rządu satelickiego wobec III Rzeszy złożonego z Polaków, a jedynie niemiecki zarząd. Potwierdzenie tego znajduje się w protokole pierwszej narady szefów głównych urzędów policyjnych i dowódców operacyjnych z dnia 7.09.1939 roku, które odbyło się w Berlinie. „Dla Polski nie jest przewidziany żaden rząd protektoratu, lecz całkowicie niemiecki zarząd (...) Przywódcza warstwa ludności w Polsce powinna zostać w takim stopniu, jak to jest możliwe, unieszkodliwiona”. W ten sposób cała wyższa warstwa społeczeństwa polskiego stała się zbędna dla nazistów i postanowili się jej pozbyć. Zniszczenie duchowieństwa i szlachty jako polskich warstw przywódczych Hitler potwierdził także w czasie konferencji w Jełowej (niem. Ilnau), podczas której wykluczył również powstanie polskiego państwa kolaboracyjnego. Najbardziej wprost określił to Martin Bormann w swoich tajnych notatkach ze spotkania z Hitlerem, które odbyło się w 1940 roku z udziałem gubernatora Hansa Franka:
...Generalne Gubernatorstwo jest naszym rezerwuarem siły roboczej do prostych prac (cegielnie, budowa dróg, itd., itp.) (...) Należy bezwarunkowo zwrócić uwagę na to, że nie może być żadnych „polskich panów”; gdzie są tacy polscy panowie, mają być oni, choćby nie wiem jak twardo to zabrzmiało, zabici (...) Führer musi podkreślić jeszcze raz, że dla Polaków może być tylko jeden pan i jest nim Niemiec, dwóch panów obok siebie nie może być i nie ma na to zgody, dlatego wszyscy przedstawiciele polskiej inteligencji mają zostać zabici. To brzmi twardo, ale takie jest prawo życia. – Martin Bormann, 2.10.1940
Po eliminacji tej elity polskiego społeczeństwa oraz stłumieniu siłą wszelkich przejawów oporu zamierzano sprowadzić resztę populacji do roli niewolników, którzy będą wykonywali proste czynności w służbie dla rasy panów, za których uważali się Niemcy. Polaków podobnie jak inną ludność słowiańską niemiecka nazistowska polityka rasowa, opierająca się na założeniach eugeniki, określała jako „niższe rasy słowiańskie – podludzi” (niem. slawische Untermenschen). Ostatecznym celem Generalnego Planu Wschodniego było utworzenie „Wielkogermańskiej Rzeszy” (niem. das Großgermanische Reich) i ustanowienie tzw. „Nowego Ładu” (niem. Neue Ordnung), którego głównymi założeniami były: hegemonia III Rzeszy od Portugalii do Uralu, całkowita eksterminacja Żydów oraz większości Słowian, a także germanizacja, przesiedlenia lub fizyczne wyniszczenie innych pomniejszych grup ludnościowych.
Pomocna w realizacji planu była legenda o "Krwawej Niedzieli Bydgoskiej", którą umiejętnie wykorzystywano do podsycania nienawiści niemieckiej ludności wobec Polaków. Tym samym wykreowano w oczach opinii publicznej konieczność zniszczenia "polskiej zarazy" i "zlikwidowania polskich inteligentów w odwet za morderstwa w Bydgoszczy".

## Sposób realizacji planu
Akcja realizowana była przez grupy operacyjne policji bezpieczeństwa – Einsatzgruppen oraz paramilitarne jednostki złożone z niemieckiej mniejszości zamieszkałej w II RP zwanej Volksdeutscher Selbstschutz. Aresztowania przeprowadzano na podstawie imiennych list proskrypcyjnych Sonderfahndungsbuch Polen – tzw. „listy wrogów Rzeszy” zawierających nazwiska wybitnych osób narodowości polskiej oraz elity kulturalnej, politycznej i społecznej sporządzonej przed wojną przez współpracujących z niemieckim wywiadem członków mniejszości niemieckiej w Polsce. Osoby umieszczone na liście były aresztowane oraz rozstrzeliwane w masowych egzekucjach mających charakter czystek etnicznych.
Duża liczba polskiej inteligencji została wysłana do obozów koncentracyjnych głównie do Hohenbruch (KL) i Mauthausen (KL). Wiosną 1940 rozbudowano w tym celu usytuowany w odległości 4,5 km od Mauthausen podobóz Gusen (KL), który ujęto w planie niszczenia polskiej inteligencji w ramach akcji Intelligenzaktion. Począwszy od wiosny 1940 r. do tego obozu miał miejsce duży napływ więźniów z Polski rekrutujących się głównie ze środowisk inteligenckich. SS-mani nadzorujący budowę tego obozu w Gusen nazywali go „Vernichtungslager für die polnische Intelligenz” – obóz zagłady dla polskiej inteligencji. W 1940 wśród więźniów Gusen przeważali Polacy, którzy stanowili 97% ogółu więźniów. Do końca funkcjonowania tego obozu Polacy stanowili największą część ogółu więźniów. W roku 1944 w obozie tym umieszczono także wielu powstańców warszawskich.

## Regionalne etapy Intelligenzaktion
- Intelligenzaktion na Pomorzu – akcja przeprowadzona jesienią 1939 roku, w sumie zamordowano w Lasach Piaśnickich[9], Mniszku pod Świeciem i Lesie Szpęgawskim pod Starogardem[10] około 23 000 Polaków. Serie egzekucji przeprowadzono także w tzw. fordońskiej „Dolinie Śmierci” w Bydgoszczy. Bojówkarze niemieckiego Selbstschutzu i członkowie Einsatzgruppen zamordowali tam w październiku i listopadzie 1939 r. co najmniej 1200-1400 mieszkańców Bydgoszczy i okolicznych miejscowości. Większość ofiar „Doliny Śmierci” stanowili przedstawiciele polskiej inteligencji i duchowieństwa katolickiego oraz bydgoscy Żydzi[11]. Podobną akcję przeprowadzono w chojnickiej „Dolinie śmierci”, gdzie zamordowano w latach okupacji około 2000 mieszkańców Chojnic i okolic. Większość ofiar „Doliny śmierci” to miejscowa inteligencja oraz pacjenci szpitala psychiatrycznego w Chojnicach, zamordowani przez niemiecki Selbstschutz między październikiem a listopadem 1939 r. w ramach akcji o kryptonimie T-4. Kilkudziesięciu Polaków zostało rozstrzelanych na Wzgórzach Morzewskich na północ od Chodzieży.
- Intelligenzaktion Posen – akcja z jesieni, 2000 ofiar śmiertelnych z Poznania.
- Intelligenzaktion Masovien – akcja przeprowadzona na przełomie 1939 i 1940 – ok. 6700 ofiar śmiertelnych, głównie z miast: Ostrołęka, Wyszków, Ciechanów, Wysokie Mazowieckie, Giełczyn pod Łomżą.
- Intelligenzaktion Schlesien – akcja przeprowadzona na Śląsku wiosną 1940, zamordowano 2000 Polaków.
- Intelligenzaktion Litzmannstadt – akcja przeprowadzona przez Gestapo w Łodzi w dniach 9 i 10 listopada 1939, na obszarze Łodzi i okolicznych miast. Aresztowanych najpierw umieszczono w specjalnie w tym celu utworzonym obozie przejściowym w fabryce Michała Glazera na Radogoszczu, a następnie część z tych ludzi – ok. 500 osób – rozstrzelano w pobliskich lasach lućmierskich. Egzekucje odbywały się do wiosny 1940 roku i w sumie rozstrzelano w nich ok. 1500 osób[12]. Jej kontynuacją była akcja w maju 1940 r., tym razem przede wszystkim skierowana przeciwko łódzkiej młodzieży męskiej, podczas której aresztowano wielu przedstawicieli inteligencji. Po wstępnej selekcji w budynku Arbeitsamtu (obecnie siedziba Banku PKO przy ul. T. Kościuszki) wszystkich umieszczono w więzieniu radogoskim i stąd, około 17 maja, wywieziono do KL Dachau. Stąd niektórych po jakimś czasie wywieziono do obozu Mauthausen-Gusen. Ostatnim jej aktem było masowe aresztowania w dniach 5–7 X 1941 r. pozostających jeszcze na wolności duchownych z diecezji łódzkiej (w sumie 175 osób), w tym także profesorów Seminarium Duchownego. Aresztowani przez obóz przesiedleńczy w Konstantynowie zostali wywiezieni do obozu koncentracyjnego w Dachau. Tu zginęło ich ok. 40.
- Sonderaktion Krakau – akcja specjalna, w ramach której aresztowano 183 pracowników naukowych i wywieziono ich do obozu koncentracyjnego Sachsenhausen w Oranienburgu.
- Zweite Sonderaktion Krakau.
- Sonderaktion w Częstochowie – akcja specjalna w Częstochowie.
- Sonderaktion Lublin – akcja specjalna, wymordowano 2000 osób, w tym wielu duchownych.
- Sonderaktion Bürgerbräukeller – listopad 1939, akcja specjalna masowych aresztowań polskiej inteligencji w całym kraju, zatrzymano kilkaset osób.

## Upamiętnienie
- Ofiarom Intelligenzaktion Litzmannstadt poświęcono pomnik znajdujący się w lasach lućmierskich. Napis na płycie pomnika nic o tej akcji nie wspomina ani o sprawcach zbrodni. Podano jedynie jej czas jako lata okupacji hitlerowskiej.